# Liste der Straßen, Plätze und Brücken in Hamburg-St. Georg

Lage von St. Georg in Hamburg und im Bezirk Hamburg-Mitte (hellrot)

Die Liste der Straßen, Plätze und Brücken in Hamburg-St. Georg ist eine Übersicht der im Hamburger Stadtteil St. Georg vorhandenen Straßen, Plätze und Brücken. Sie ist Teil der Liste der Verkehrsflächen in Hamburg.

## Überblick
In St. Georg (Ortsteilnummern 113 und 114) leben 12631 Einwohner (Stand: 31. Dezember 2023) auf 2,4 km². St. Georg liegt im Postleitzahlenbereich 20097, 20099 und 22087.
In St. Georg gibt es 89 benannte Verkehrsflächen, darunter neun Plätze, fünf Brücken, zwei Parks und einen Tunnel. Es gibt einige Namensthemengruppen:
- Hansestädte: Bremer Reihe, Danziger Straße, Greifswalder Straße, Kolberger Straße, Revaler Straße, Rostocker Straße, Soester Straße, Stralsunder Straße, Wismarer Straße
- Schauspieler des Schauspielhauses: Ellmenreichstraße, Julius-Kobler-Weg, Robert-Nhil-Straße
- Bezug zum ehemaligen Steintor: Steintorbrücke, Steintordamm, Steintorplatz, Steintorwall, Steintorweg

## Übersicht der Straßen
Die nachfolgende Tabelle gibt eine Übersicht über alle benannten Verkehrsflächen – Straßen, Plätze und Brücken – im Stadtteil sowie einige dazugehörige Informationen. Im Einzelnen sind dies:
- Name/Lage: aktuelle Bezeichnung der Straße, des Platzes oder der Brücke. Über den Link (Lage) kann die Straße, der Platz oder die Brücke auf verschiedenen Kartendiensten angezeigt werden. Die Geoposition gibt dabei ungefähr die Mitte an. Bei längeren Straßen, die durch zwei oder mehr Stadtteile führen, kann es daher sein, dass die Koordinate in einem anderen Stadtteil liegt.
- Straßenschlüssel: amtlicher Straßenschlüssel, bestehend aus einem Buchstaben (Anfangsbuchstabe der Straße, des Platzes oder der Brücke) und einer dreistelligen Nummer.
- Länge/Maße in Metern:
Hinweis: Die in der Übersicht enthaltenen Längenangaben sind nach mathematischen Regeln auf- oder abgerundete Übersichtswerte, die im Digitalen Atlas Nord[1] mit dem dortigen Maßstab ermittelt wurden. Sie dienen eher Vergleichszwecken und werden, sofern amtliche Werte bekannt sind, ausgetauscht und gesondert gekennzeichnet.
Bei Plätzen sind die Maße in der Form a × b bei rechteckigen Anlagen oder a × b × c bei dreiecksförmigen Anlagen mit a als längster Kante dargestellt.
Der Zusatz (im Stadtteil) gibt an, wie lang die Straße innerhalb des Stadtteils ist, sofern sie durch mehrere Stadtteile verläuft.
- Namensherkunft: Ursprung oder Bezug des Namens.
- Datum der Benennung: Jahr der offiziellen Benennung oder der Ersterwähnung eines Namens, bei Unsicherheiten auch die Angabe eines Zeitraums.
- Anmerkungen: Weitere Informationen bezüglich anliegender Institutionen, der Geschichte der Straße, historischer Bezeichnungen, Baudenkmale usw.
- Bild: Foto der Straße oder eines anliegenden Objektes.

| Name/Lage                       | Straßen- schlüssel | Länge/Maße (in Metern) | Namensherkunft | Datum der Benennung               | Anmerkungen | Bild |
| ------------------------------- | ------------------ | ---------------------- | --- | --------------------------------- | --- | --- |
| Adenauerallee (Lage)            | A554               | 0580                   | Konrad Adenauer (1876–1967), erster Bundeskanzler der Bundesrepublik Deutschland                                                                                                   | 1971                              | vor 1971 Große Allee | Adenauerallee, Blick stadtauswärts, rechts angeschnitten der ZOB                                                          |
| Alexanderstraße (Lage)          | A072               | 0320                   | Alexander Bentalon Tornquist (1813–1889), Grundeigentümer und Erbauer der Straße                                                                                                   | 1864                              | auch die Tornquiststraße in Eimsbüttel ist nach ihm benannt, zusätzlich die Henriettenstraße, Emilienstraße (beide Eimsbüttel), Maxstraße (Eilbek) und Ottostraße (Eidelstedt) nach seinen Kindern. Nur Adolph Sierich hat mehr Straßen in Hamburg nach Familienmitgliedern benannt. | Alexanderstraße, Blick Richtung Lindenstraße                                                                              |
| Alstertwiete (Lage)             | A117               | 0140                   | zur Alster führend | Anfang des 18. Jahrhunderts       | „-twiete“ = Querweg | Alstertwiete, Blick in Richtung Außenalster                                                                               |
| Altmannbrücke (Lage)            | A163               | 0180                   | Isaak Altmann (1777–1837), Landschaftsgärtner, schuf die Hamburger Wallanlagen aus der früheren Wallbefestigung                                                                    | 1942                              | südliche Seite in Hammerbrook; ursprünglich seit 1875 als Altmannstraße, beim Bau des Hamburger Hauptbahnhofs 1904–1906 in eine Brücke über die Gleisanlagen umgewandelt | Altmannbrücke, vorne die Gleise des Hauptbahnhofs                                                                         |
| Am Lohmühlenpark (Lage)         | A715               | 0100                   | nach der Lage am Lohmühlenpark | 2007, davor Teil der Bülaustraße  | Fußweg zwischen Brennerstraße und Rostocker Straße | Am Lohmühlenpark, Blick von der Brennerstraße                                                                             |
| Am Mariendom (Lage)             | A729               | 0050×40                | Mariendom | 2013                              | vor 2013 Teil der Danziger Straße | Am Mariendom |
| An der Alster (Lage)            | A391               | 0970                   | Uferstraße an der Alster | 1682/nach 1842                    | neu angelegt von William Lindley (1808–1900) | An der Alster, Blick stadtauswärts, rechts das Hotel Atlantic                                                             |
| August-Bebel-Park (Lage)        | A114               | 0130×60                | August Bebel (1840–1913), Reichstagsabgeordneter und Mitbegründer der organisierten sozialdemokratischen Arbeiterbewegung, Vorsitzender der SPD                                    | 2006                              | | August-Bebel-Park, links die Kurt-Schumacher-Allee                                                                        |
| Barcastraße (Lage)              | B052               | 0130 (im Stadtteil)    | Johann Theodor Friedrich Barca (1827–1889), Grundeigentümer | 1862                              | nordöstlicher Teil in Hohenfelde | Barcastraße, stadtauswärts                                                                                                |
| Baumeisterstraße (Lage)         | B105               | 0170                   | Hermann Baumeister (1806–1877), Mitglied und Präsident der Hamburgischen Bürgerschaft, Präsident beim Obergericht                                                                  | 1874                              | | Baumeisterstraße, Blick vom Hansaplatz                                                                                    |
| Bei der Hauptfeuerwache (Lage)  | B172               | 0140                   | Hauptfeuerwache der Feuerwehr Hamburg | 1921                              | | Bei der Hauptfeuerwache, Blick in Richtung Westphalensweg                                                                 |
| Beim Berliner Tor (Lage)        | B858               | 0200                   | Berliner Tor, Stadttor durch das „Neue Werk“ (1679/82–um 1820) an der Landstraße nach Berlin                                                                                       | 1993                              | von 1844 bis 1899 der Name der jetzigen Straße Berliner Tor | Beim Berliner Tor, Blick Richtung Innenstadt                                                                              |
| Beim Strohhause (Lage)          | B223               | 0360                   | Herkunft nicht geklärt: - nach einem Strohspeicher der Hamburgischen Kavallerie bzw. einem Dorf, das das Stroh lieferte - nach einem Fachwerkhaus, dessen Ausfachung aus Stroh war | 17. Jahrhundert                   | | Beim Strohhause, Blick in Richtung Innenstadt                                                                             |
| Berliner Tor (Lage)             | B275               | 0460                   | Stadttor durch das „Neue Werk“ (1679/82–um 1820) an der Landstraße nach Berlin | 1844                              | bis 1899 Beim Berliner Tor, Abschnitt nördlich von Bei der Hauptfeuerwache vor dem 2. Weltkrieg noch: (Beim) Lübecker Tor | Berliner Tor, Blick Richtung Süden zwischen Bei der Hauptfeuerwache und U/S-Bahnhof Berliner Tor                          |
| Berlinertordamm (Lage)          | B277               | 0020 (im Stadtteil)    | Damm durch den Wallgraben am Berliner Tor, dem Stadttor durch das „Neue Werk“ (1679/82–um 1820) an der Landstraße nach Berlin                                                      | 1905                              | lt. „Straßen- und Gebietsverzeichnis der Freien und Hansestadt Hamburg“ nur in St. Georg, lt. Deutscher Grundkarte hauptsächlich in Borgfelde und nur zum kleinen Teil in St. Georg; Anlieger nur in St. Georg | Berlinertordamm, hinter der Ampel in Beim Strohhause übergehend                                                           |
| Besenbinderhof (Lage)           | B296               | 0380                   | Name eines hier gelegenen Wirtshauses, in das Besenbinder einkehrten, 1658 abgebrannt                                                                                              | 17. Jahrhundert                   | bis 1899 Beim Besenbinderhof | Besenbinderhof, links die Kurt-Schumacher-Allee                                                                           |
| Böckmannstraße (Lage)           | B434               | 0270                   | Johann Heinrich Böckmann (1767–1854), Grundeigentümer, Oberalter | 1841                              | | Böckmannstraße, Blick Richtung Steindamm                                                                                  |
| Borgesch (Lage)                 | B479               | 0070                   | Borg = Burg, esch = ungeschütztes, freies Feld, ursprünglich Bezeichnung für die Feldmark vor der Hamburger Stadtmauer, vgl. auch den Namen des Nachbarstadtteils Borgfelde        | 1827                              | früher auch Am Borgesch | Borgesch, Blick von der Baumeisterstraße                                                                                  |
| Bremer Reihe (Lage)             | B593               | 0220                   | Hansestadt Bremen | 1899                              | | Bremer Reihe, Blick aus Richtung Hansaplatz                                                                               |
| Brennerstraße (Lage)            | B598               | 0550                   | nach den früher hier zahlreich ansässigen Branntweinherstellern | 1824                              | | Brennerstraße, Blick in Richtung Hansaplatz                                                                               |
| Brockesstraße (Lage)            | B606               | 0130                   | Barthold Hinrich Brockes (1680–1747), Dichter und Senator, der ein Landhaus beim Besenbinderhof besaß                                                                              | 1942                              | | Brockesstraße, links das Museum für Kunst und Gewerbe                                                                     |
| Bülaustraße (Lage)              | B677               | 0250                   | Gustav Bülau (1799–1857), Arzt am Allgemeinen Krankenhaus St. Georg | 1892                              | Mittelabschnitt nur Fußweg | Bülaustraße, Blick von der Einmündung in die Lange Reihe                                                                  |
| Carl-Legien-Platz (Lage)        | –                  | 0190×80                | Carl Legien (1861–1920), Vorsitzender des Allgemeinen Deutschen Gewerkschaftsbundes (ADGB)                                                                                         | 1951                              | bis 1989 Karl-Legien-Platz | Carl-Legien-Platz, im Hintergrund der ZOB                                                                                 |
| Carl-von-Ossietzky-Platz (Lage) | C085               | 0060×30                | Carl von Ossietzky | 1989                              | | Carl-von-Ossietzky-Platz, Blick zur Langen Reihe                                                                          |
| Danziger Straße (Lage)          | D042               | 0390                   | Hansestadt Danzig | 1899                              | | Danziger Straße, Blick von der Ecke Rostocker Straße zur Langen Reihe                                                     |
| Ellmenreichstraße (Lage)        | E164               | 0210                   | Franziska Ellmenreich, Schauspielerin und Mitbegründerin des Deutschen Schauspielhauses                                                                                            | 1948                              | | Ellmenreichstraße, links die Seitenfront des Deutschen Schauspielhauses                                                   |
| Ernst-Merck-Brücke (Lage)       | –                  | 0090                   | Ernst Merck (1811–1863), Hamburger Kaufmann und Philanthrop | 1902                              | Nordseite in Hamburg-Altstadt | Ernst-Merck-Brücke, links Teilansicht vom Hauptbahnhof                                                                    |
| Ernst-Merck-Straße (Lage)       | E228               | 0280                   | siehe Ernst-Merck-Brücke | 1863                              | nördliche Seite des westlichen Teils in Hamburg-Altstadt | Ernst-Merck-Straße, Blick von der Ernst-Merck-Brücke in Richtung Kirchenallee/Lange Reihe                                 |
| Ferdinand-Beit-Straße (Lage)    | F086               | 0150                   | Ferdinand Beit (1858–1928), Kaufmann und liberaler Politiker, Mitglied der Hamburgischen Bürgerschaft                                                                              | 1948                              | | Alexander-Beit-Straße |
| Ferdinandstor (Lage)            | F088               | 0060 (im Stadtteil)    | nach einer hier gelegenen Bastion der Hamburger Wallanlagen, die ab 1820 abgetragen wurden, anstelle der Bastion wurde ein neuer Durchbruch angelegt                               | um 1842                           | südwestlicher Teil in Hamburg-Altstadt; kein Anlieger in St. Georg | Ferdinandstor, Blick in Richtung Innenstadt, jenseits der Brücke in den Stadtteil Altstadt übergehend                     |
| Glockengießerwall (Lage)        | G117               | 0170 (im Stadtteil)    | Teil des früheren Stadtwalls, benannt nach der bis 1871 am Schweinemarkt, Ecke Spitalerstraße gelegenen städtischen Geschütz- und Glockengießerei                                  | 1843                              | westliche Seite in Hamburg-Altstadt; Teil des Rings 1 | Glockengießerwall, Blick Richtung Alster, Mitte rechts zieht sich das Gebäude der Kunsthalle bis zur Bildmitte            |
| Greifswalder Straße (Lage)      | G216               | 0300                   | Hansestadt Greifswald | 1899                              | | Greifswalder Straße, Blick von der Ecke Danziger Straße                                                                   |
| Gurlittstraße (Lage)            | G339               | 0250                   | Johann Gottfried Gurlitt, Professor am Johanneum | 1840                              | | Gurlittstraße, Blick von der Einmündung zur Langen Reihe                                                                  |
| Hachmannplatz (Lage)            | H012               | 0190×60                | Gerhard Hachmann, Hamburger Bürgermeister | 1909                              | | Hachmannplatz, links der Hauptbahnhof                                                                                     |
| Hammerbrookstraße (Lage)        | H087               | 0170 (im Stadtteil)    | Straße nach dem Hammerbrook | 1842                              | südlicher Teil in Hammerbrook | Hammerbrookstraße, Blick Richtung Süden                                                                                   |
| Hansaplatz (Lage)               | H118               | 0090×90                | nach der Hanseatischen Baugesellschaft, die seinerzeit die Straßen auf dem ehemaligen Borgesch anlegte                                                                             | 1874                              | | Hansaplatz |
| Heidi-Kabel-Platz (Lage)        | H859               | 0080×20                | Heidi Kabel, Schauspielerin am Ohnsorg-Theater | 2011                              | | Heidi-Kabel-Platz mit dem Eingang zum Ohnsorg-Theater, davor die Bronzestatue Heidi Kabels                                |
| Helmuth-Hübener-Gang (Lage)     | H831               | 0080                   | Helmuth Hübener, Widerstandskämpfer gegen den Nationalsozialismus | 2003                              | in Lohbrügge gibt es zusätzlich einen Helmuth-Hübener-Weg | Helmuth-Hübener-Gang, Blick zum Kirchenweg                                                                                |
| Holzdamm (Lage)                 | H607               | 0330                   | nach einem früher hier gelegenen Sägewerk mit Holzlagerplatz | 1824                              | früher auch Bei dem Holzdamm | Holzdamm, Blick von der Einmündung zur Ernst-Merck-Straße                                                                 |
| Inge-Stolten-Weg (Lage)         | I                  | 0165 (im Stadtteil)    | Inge Stolten (1921–1993), Schauspielerin, Schriftstellerin, Journalistin und Politikerin                                                                                           | 2022                              | Fußweg; südöstlicher Teil in Hamburg-Altstadt | Inge-Stolten-Weg |
| Julius-Kobler-Weg (Lage)        | J133               | 0110                   | Julius Kobler (1866–1942), Schauspieler am Thalia-Theater und am Deutschen Schauspielhaus, 1934 von den Nazis aus rassischen Gründen entlassen                                     | 1988                              | Fußweg | Julius-Kobler-Weg, links der Hauptbahnhof, rechts das Museum für Kunst und Gewerbe                                        |
| Jürgen-W.-Scheutzow-Park (Lage) | J146               | 0200×40                | Jürgen W. Scheutzow (1916–1996), Schriftsteller und langjähriger Präses bzw. Ehrenpräses des Zentralausschusses Hamburgischer Bürgervereine                                        | 2006                              | | Jürgen-W.-Scheutzow-Park                                                                                                  |
| Kennedybrücke (Lage)            | K133               | 0330 (im Stadtteil)    | John F. Kennedy, ursprünglich erbaut als Neue Lombardsbrücke | 1963                              | westlicher Teil in Rotherbaum; der Name bezeichnet auch die Zufahrten zur Brücke und nicht nur das Brückenbauwerk an sich | Kennedybrücke |
| Kirchenallee (Lage)             | K182               | 0410                   | Allee zur St. Georger Hl.-Dreieinigkeits-Kirche | etwa 1824                         | | Kirchenallee, links der Hauptbahnhof                                                                                      |
| Kirchenweg (Lage)               | K194               | 0230                   | führt ebenfalls zur Hl.-Dreieinigkeits-Kirche | erste Hälfte des 19. Jahrhunderts | ursprünglich Kleiner Kirchenweg | Kirchenweg, Blick in Richtung Zimmerpforte                                                                                |
| Kleiner Pulverteich (Lage)      | K247               | 0120                   | in Erinnerung an eine frühere Pulvermühle, siehe auch die Straße Pulverteich | 1875                              | | Kleiner Pulverteich, Blick in Richtung Pulverteich                                                                        |
| Knorrestraße (Lage)             | K300               | 0120                   | Conrad Knorre (1809–1899), Oberarzt am AK St. Georg | 1892                              | | Knorrestraße, Blick in Richtung Bülaustraße                                                                               |
| Kolbergstraße (Lage)            | K344               | 0160                   | Hansestadt Kolberg | 1899                              | | Kolbergstraße, Blick aus Richtung Ferdinand-Beit-Straße                                                                   |
| Koppel (Lage)                   | K367               | 0640                   | Flurname: eingezäuntes oder von Knicks umgebenes Stück Land | 1690                              | | Koppel, Blick von der Kreuzung Gurlittstraße in Richtung St. Georgs Kirchhof                                              |
| Kreuzweg (Lage)                 | K428               | 0290                   | erster seinerzeit angelegter Querweg zwischen Borgesch und Hammerbrook, der die Landstraße nach Wandsbek kreuzte                                                                   | 1800                              | | Kreuzweg, Blick von der Ecke Adenauerallee Richtung Steindamm                                                             |
| Kurt-Schumacher-Allee (Lage)    | K518               | 0870                   | Kurt Schumacher (1895–1952), SPD-Vorsitzender | 1962                              | vorher Besenbinderhof | Kurt-Schumacher-Allee, stadtauswärts                                                                                      |
| Lange Reihe (Lage)              | L031               | 0730                   | Reihe = damals nur einseitig mit Häusern bebaute Straße | 17. Jahrhundert                   | | Lange Reihe, Blick stadtauswärts                                                                                          |
| Lindenplatz (Lage)              | L188               | 0090×20                | im Anschluss an die Lindenstraße | 1900                              | | Lindenplatz, Blick in Richtung Lindenstraße                                                                               |
| Lindenstraße (Lage)             | L189               | 0400                   | nach den damals dort gepflanzten Linden | 1835                              | | Lindenstraße, Blick in Richtung Steindamm                                                                                 |
| Lohmühlenstraße (Lage)          | L231               | 0590                   | Standort einer Lohmühle von 1642 bis 1854 | 1857, davor Beym Krankenhause     | Namensgeber für den U-Bahnhof Lohmühlenstraße | Lohmühlenstraße, Blick in Richtung Außenalster                                                                            |
| Lombardsbrücke (Lage)           | L243               | –                      | nach einem als Lombard bezeichneten Pfandleihhaus, das sich seit 1651 beim nördlichen Ende der Brücke befand und 1828 abgebrochen wurde                                            | 1894                              | westlicher Teil in Hamburg-Neustadt und Rotherbaum, südliche Seite des östlichen Teils in Hamburg-Altstadt; Straßenfläche in Hamburg-Altstadt und Hamburg-Neustadt; Grenze von St. Georg verläuft am nördlichen Rand der Böschung der Hamburg-Altonaer Verbindungsbahn, sodass kein Anteil an der Straßenverbindung besteht; der Name bezeichnet auch die Zufahrten zur Brücke und nicht nur das Brückenbauwerk an sich; Teil des Rings 1 | Lombardsbrücke |
| Lübeckertordamm (Lage)          | L275               | 0210                   | Damm zum Lübecker Tor, Stadttor durch das „Neue Werk“ an der Chaussee nach Lübeck                                                                                                  | 1896                              | | Lübeckertordamm |
| Minenstraße (Lage)              | M196               | 0120                   | vermutlich nach einem als „Mine“ bezeichneten, nichtöffentlichen Durchgang durch die Festungsmauer „Neues Werk“                                                                    | 1824                              | | Minenstraße, Blick von der Einmündung zur Stiftstraße                                                                     |
| Nagelsweg (Lage)                | N003               | 0170 (im Stadtteil)    | nach dem Grundeigentümer J. H. Nagel | 1830                              | südlicher Teil in Hammerbrook | Nagelsweg, Blick in Richtung Kurt-Schumacher-Allee                                                                        |
| Norderhof (Lage)                | N154               | 0180                   | in Anlehnung an die nahe gelegene Norderstraße | 1968                              | | Norderhof, Blick Richtung Süden von der Kurt-Schumacher-Allee her                                                         |
| Norderstraße (Lage)             | N160               | 0500 (im Stadtteil)    | nördlichste der Straßen, die den alten Hammerbrook von West nach Ost durchziehen, vgl. auch die Süderstraße in Hammerbrook und Hamm                                                | 1858                              | südwestlicher Teil in Hammerbrook | Norderstraße, links oben verlaufen die Gleise der S- und der Fernbahn in Richtung Hauptbahnhof                            |
| Philipsstraße (Lage)            | P260               | 0150                   | nach dem dortigen Hauptsitz der Firma Philips | 2004                              | | Philipsstraße, Blick von der Lohmühlenstraße (über der weiß-blauen Infotafel ragt das Dach der Alsterschwimmhalle hervor) |
| Pulverteich (Lage)              | P215               | 0200                   | nach einer früheren Pulvermühle | 17. Jahrhundert                   | | Pulverteich, Blick in Richtung Steindamm                                                                                  |
| Rautenbergstraße (Lage)         | R063               | 0090                   | Johann Wilhelm Rautenberg, Pastor in St. Georg | 1899                              | | Rautenbergstraße, Blick vom Holzdamm                                                                                      |
| Repsoldstraße (Lage)            | R160               | 0200 (im Stadtteil)    | Johann Georg Repsold | 1843                              | südlicher Teil in Hammerbrook | Repsoldstraße, Blick von der Kurt-Schumacher-Allee                                                                        |
| Revaler Straße (Lage)           | R170               | 0070                   | Reval, Hansestadt im heutigen Estland | 1899                              | | Revaler Straße, Blick zur Stiftstraße                                                                                     |
| Robert-Nhil-Straße (Lage)       | R218               | 0070                   | Robert Nhil, Schauspieler am Thalia-Theater und am Schauspielhaus | 1948                              | | Robert-Nhil-Straße, Blick von der Ellmenreichstraße                                                                       |
| Rostocker Straße (Lage)         | R294               | 0480                   | Hansestadt Rostock | 1874                              | | Rostocker Straße, Blick aus Richtung Hansaplatz                                                                           |
| Schmilinskystraße (Lage)        | S240               | 0440                   | Carl Heinrich Schmilinsky (1818–1891) und dessen Ehefrau Amalie Cäcilie Schmilinsky (1833–1916), Gründer eines hier gelegenen Wohnstifts                                           | 1899                              | zusätzliche Widmung seit 2017 | Schmilinskystraße, Blick in Richtung An der Alster                                                                        |
| Schweimlerstraße (Lage)         | S354               | 0150                   | Wilhelm Schweimler (1853–1942), Tischlermeister und Vorsitzender des Hohenfelder Bürgervereins                                                                                     | 1955, davor Sechslingspforte      | nordöstliche Seite und Straßenfläche in Hohenfelde | Schweimlerstraße, Blick in Richtung Barcastraße                                                                           |
| Sechslingspforte (Lage)         | S368               | 0440 (im Stadtteil)    | nach einem früher hier erhobenen Wegzoll von einem Sechsling (6 Pfennige) | 1884                              | Nordteil und nordöstliche Seite des Südteils sowie die Straßenfläche in Hohenfelde | Sechslingspforte, Blick Richtung Außenalster, rechts die Alsterschwimmallee                                               |
| Soester Straße (Lage)           | S475               | 0150                   | Soest, einstmals bedeutende Hansestadt im „Westfälischen Viertel“ | 1948                              | | Soester Straße, Blick von der Ecke Danziger Straße                                                                        |
| Spadenteich (Lage)              | S521               | 0060                   | nach einem dort gelegenen Teich, 1856 zugeschüttet | Ende des 17. Jahrhunderts         | | Spadenteich |
| St. Georgs Kirchhof (Lage)      | S569               | 0100×60                | Kirchhof der im Volksmund auch als St. Georgs-Kirche bezeichneten Hl. Dreieinigkeitskirche                                                                                         | 17. Jahrhundert/1824              | | St. Georgs Kirchhof, Blick in Richtung Koppel, im Hintergrund die Hl. Dreieinigkeits-Kirche                               |
| St. Georgstraße (Lage)          | S570               | 0110                   | Sankt Georg, Patron des einst dort gelegenen St. Georgs-Hospitals | 1824                              | | St. Georgstraße, Blick von der Einmündung zur Rautenbergstraße                                                            |
| Steindamm (Lage)                | S636               | 0850                   | einer der ältesten mit Steinen gepflasterten Wege der Stadt | 1539                              | | Steindamm, Blick stadtauswärts                                                                                            |
| Steintorbrücke (Lage)           | –                  | 0130                   | Brücke des Steintordamms über die Gleise des Hauptbahnhofes | 1904                              | | Steintorbrücke, dahinter die Südfront des Hauptbahnhofes                                                                  |
| Steintordamm (Lage)             | S651               | 0180                   | Damm durch die Wallanlagen beim Steintor | 1875                              | | Steintordamm, Blick in Richtung Adenauerallee, links der Hauptbahnhof                                                     |
| Steintorplatz (Lage)            | S652               | 0140×90                | Platz vor dem ehemaligen Steintor | 1869                              | | Steintorplatz |
| Steintorwall (Lage)             | S653               | 0300                   | Teil des ehemaligen Stadtwalls mit dem Steintor, nach 1820 niedergelegt | um 1858                           | westliche Seite in Hamburg-Altstadt; Teil des Rings 1 | Steintorwall, etwa in der Bildmitte in den Glockengießerwall übergehend                                                   |
| Steintorweg (Lage)              | S654               | 0100                   | Zugangsweg zum ehemaligen Steintor | 1871                              | | Steintorweg, Blick aus Richtung Steintorplatz                                                                             |
| Stiftstraße (Lage)              | S692               | 0220                   | nach Hartwig Hesses Witwenstift, das 1824 gegründet wurde und 1834 hier einen Erweiterungsbau bezog                                                                                | 1835                              | | Stiftstraße, Blick in Richtung Brennerstraße                                                                              |
| Stralsunder Straße (Lage)       | S723               | 0060                   | Hansestadt Stralsund | 1948                              | | Stralsunder Straße, im Hintergrund der Hansaplatz                                                                         |
| Wallringtunnel (Lage)           | –                  | 0470 (im Stadtteil)    | unterhalb dreier Wallringstraßen (Glockengießerwall, Steintorwall und Klosterwall) auf der Innenseite der Hamburger Wallanlagen                                                    | 1966                              | Westseite in Hamburg-Altstadt, Ostseite des südlichen Teils in Hammerbrook; Teil des Rings 1 | Wallringtunnel |
| Wallstraße (Lage)               | S042               | 0290                   | nach dem „Neuen Werk“ (1679/82–um 1820), der Befestigungsanlage für die Vorstadt St. Georg, im Verlauf der Straße                                                                  | 1861                              | bis 1899 Kleine Wallstraße; nordöstliche Seite und komplette Straßenfläche in Hohenfelde | Wallstraße, Blick Richtung Lübeckertordamm                                                                                |
| Westphalensweg (Lage)           | W201               | 0320                   | Adolph Libert Westphalen (1851–1916), Branddirektor von Hamburg 1893–1916, und Engel Christine Westphalen (1758–1840), Schriftstellerin                                            | 1921                              | an der Hauptfeuerwache gelegen; die Widmung wurde im Oktober 2023 um die Großmutter Westphalens erweitert | Westphalensweg, Blick von der Wallstraße, vorne rechts die Einmündung zur Straße Bei der Hauptfeuerwache                  |
| Wismarer Straße (Lage)          | W329               | 0070                   | Hansestadt Wismar | 1938                              | | Wismarer Straße, Blick in Richtung Steindamm                                                                              |
| Zimmerpforte (Lage)             | Z030               | 0060                   | Name des Ausgangs aus dem „Zimmer-Borgesch“, zunächst ein Gelände zur Schweinehaltung, später den Zimmerleuten überlassen                                                          | 1874                              | siehe auch Borgesch | Zimmerpforte, Blick in Richtung Hansaplatz                                                                                |